# Grotniki (województwo wielkopolskie)
Grotniki – wieś w Polsce położona w województwie wielkopolskim, w powiecie leszczyńskim, w gminie Włoszakowice, przy trasie linii kolejowej Leszno-Wolsztyn.

## Historia
Miejscowość była pierwotnie wsią związaną z Wielkopolską. Ma metrykę średniowieczną i istnieje co najmniej od połowy XIV wieku. Wymieniona została w łacińskim dokumencie datowanym na 1344 po obecną nazwą Grotnyky, 1401 Grotniky, 1427 błędnie Brodniky, 1439 utrumque Maius et Minus Grothnyky, 1445 Grodnyky, Grothnyky, 1510 Crothnyki, 1563 Grodniki.
Okolice miejscowości były jednak zasiedlone wcześniej niż odnotowują to archiwalne, historyczne zapisy. Archeolodzy odkryli w okolicy osadę bagienną datowaną szacunkowo na IX-XII wiek oraz nie datowane cmentarzysko rzędowe.
Miejscowość była początkowo wsią królewską, a później rycerską oraz szlachecką należącą do przedstawicieli lokalnej szlachty wielkopolskiej z rodu Granowskich, Gryżyńskich, a później Opalińskich herbu Łodzia. W 1445 wieś leżała w powiecie kościańskim Korony Królestwa Polskiego. W 1510 należała do parafii Charbielin.
Pierwszy zachowany zapis pochodzi z 1344 z dokumentu wystawionego przez króla polskiego Kazimierza III Wielkiego, w którym oświadczył, że odzyskał niedawno wsie zajęte dotąd przez wroga: Bukowiec (Wielki lub Mały) oraz Grotniki oddając te wsie Wincentemu Granowskiemu, ponieważ ten udowodnił, że należały one prawem dziedzicznym do jego przodków. Kolejny z 1401 mówi o tym, że mieszkańcy wsi Grotniki mają zapłacić karę po 8 skudów sądowi oraz Synosze Wilkowskiej z powodu niestawienia się na zebranie opolne koło Wilkowa Polskiego.
W 1409 Przybysław Gryżyński dziedzic Brenna uzupełniając uposażenie kościoła parafii we Włoszakowicach, zapisał mu m.in. jedną grzywnę czynszu na Grotnikach. W 1417 miejscowość odnotowano przy okazji sporu sądowego Przybysława Gryżyńskiego z Bernardem Oderwolfem z Mirzewa (obecnie Mierzejewo). We wsi miał się odbyć sąd polubowny. W 1418 Przybysław Gryżyński rozgraniczył swoje wsie Koła i Grotniki z wsią Boszkowo Janusza Boszkowskiego w wyniku czego wbito pale graniczne w jeziorach Zużelica i Luchowo.
W 1439 Andrzej Jaszkowski pozwał braci Andrzeja i Wojsława o dokonanie równego podziału dóbr po zmarłym stryju Przybysławie Gryżyńskim, do których należały m.in. Grotniki Wielkie i Grotniki Małe. Podział ten dokonuje się w 1445 w wyniku czego Andrzej i Wojsław z Gryżyny otrzymali m.in. Grotniki. W 1445 Andrzej z Grotnik zapisuje po 400 grzywien posagu oraz wiana żonie Annie na swojej części dóbr Gryżyna, m.in. na części Grotnik. W 1453 dziedzicami w Grotnikach byli Wojsław z Gryżyny oraz jego bratankowie, synowie zmarłego Andrzeja Gryżyńskiego: Andrzej, Jan, Maciej oraz Mikołaj. W 1462 w wyniku podziału majątku rodzinnego bracia Andrzej, Jan, Maciej oraz Mikołaj otrzymali dobra gryżyńskie, w tym m.in. Grotniki. W 1466 bracia ci ponownie podzielili majątek po bezpotomnej śmierci stryja Wojsława Gryżyńskiego: Andrzej z Włoszakowic otrzymał m.in. całe Grotniki wraz z dwoma młynami, a Małgorzata Opalińska zrzekła się swych praw do dóbr Gryżyna i m.in. do Grotnik.
W 1470 Andrzej Gryżyński sprzedał z zastrzeżeniem prawa odkupu braciom Piotrowi, Janowi i Mikołajowi z Opalenicy wieś Grotniki wraz z dwoma młynami Suchym Młynem oraz z Grotnickim Młynem. W 1479 Andrzej zapisał także po 200 kóp groszy posagu i wiana żonie Małgorzacie Opalińskiej na połowie swoich części we Włoszakowicach oraz w Grotnikach. W 1481 nastąpił kolejny podział majątku kasztelana poznańskiego Piotra między braci Opalińskich w wyniku czego chorąży poznański Piotr Opaliński otrzymał część Włoszakowic oraz całe Grotniki, którą Opalińscy nabyli za 330 grzywien z zastrzeżeniem prawa odkupu od Andrzeja Gryżyńskiego z Dłużyny. W 1513 po śmierci Jarosława syna Andrzeja Gryżyńskiego z Włoszakowic i Dłużyny Grotniki przeszły całkowicie w ręce szlacheckiego rodu Opalińskich.
Wieś odnotowana została w rejestrach podatkowych. W 1510 we wsi były 2 łany opuszczone uprawiane przez panią Małgorzatę Włoszakowską wdowę po kasztelanie santockim Piotrze Opalińskim, a także młynarz uprawiający połowę łanu roli. W 1563 odnotowano pobór we wsi od 5 i 3/4 łana, jednej karczmy dorocznej. W 1564 wieś należała do Andrzeja Opalińskiego, który zapłacił podatki od 1,5 łana roli. W 1566 pobrano podatki z 5 i 3/4 łana, od 5 zagrodników, karczmy dorocznej, jednego „kucznika” (kuczka to nazwa małej chatki) czyli chałupnika oraz od dwóch komorników. W 1581 pobrano podatki z Grotnik od 5 łanów, 4 zagrodników, 3 komorników oraz kolejnych 2 biednych komorników oraz owczarza wypasającego 20 owiec.
Wskutek II rozbioru Polski w 1793 wieś wraz z okolicą przeszła pod władanie Prus i jak cała Wielkopolska znalazła się w zaborze pruskim.
W latach 1975–1998 miejscowość administracyjnie należała do województwa leszczyńskiego.
Na terenie wsi zbudowano oczyszczalnię ścieków, do której podłączone są Grotniki, Włoszakowice, Bukówiec i Dominice oraz część Boszkowa-Letniska.